# Nematanthus mattosianus
Nematanthus mattosianus là một loài thực vật có hoa trong họ Tai voi. Loài này được (Handro) H.E. Moore mô tả khoa học đầu tiên năm 1972.